# João Moniz Corte Real
 João Moniz Corte Real  (Angra, 23 de julho de 1775 — Angra do Heroísmo, 9 de janeiro de 1860) foi um militar do Exército Português que se destacou como líder guerrilheiro durante a fase inicial da Guerra Civil Portuguesa.

## Biografia
Nasceu em Angra, filho de Francisco Moniz Corte Real e de D. Mariana Josefa do Rego, de quem herdou o morgadio familiar. Destinado à vida militar, alistou-se como voluntário no Batalhão de Angra, em 3 de outubro de 1801, passando para a 2.ª Divisão da Brigada da Marinha. Foi cadete em 1802, alferes em 1809, tenente em 1813, capitão em 1820. Foi reformado em major.
Combateu valorosamente na Guerra Peninsular, entre 1809 e 1814, o que lhe mereceu honrosa menção nas Ordens do Exército, razão pela qual recebeu a Cruz de Ouro] n.° 6 e foi os hábitos de cavaleiro da Ordem de Cristo e da Ordem de Avis. Foi promovido a capitão, em 1820, reformando-se da sua carreira militar como major de Infantaria.
Em Lisboa envolveu-se na Revolução de 1820, mas em breve aderiu à causa do absolutismo. Aspirando em 1823 ao governo da ilha de São Miguel ou Faial, o lugar foi-lhe negado devido às suas convicções políticas. Aquando da entrada em vigor da Carta Constitucional foi, devido à sua posição política, desligado do serviço, regressando à ilha Terceira, onde se fixou na Terra Chã.
Na Terceira, foi um entusiasta da aclamação de D. Miguel, em maio de 1828. Foi chamado pelo capitão-general para precaver o levantamento militar do Batalhão de Caçadores n.º 5 a favor da Carta, o que não conseguiu. Com a revolta de 27 de junho de 1828, que estabeleceu a Carta, organizou a resistência realista com base nas ordenanças, ocupando a vila da Praia e aclamando D. Miguel, mas foi derrotado no recontro do Pico do Seleiro, em outubro de 1828, a que não assistiu por estar recolhido devido a uma queda.
Conseguiu escapar às prisões que se seguiram e ainda organizou a resistência com base nas guerrilhas que actuavam principalmente na área de Terra Chã, onde ele próprio tinha propriedades. Ficaram lendárias essas acções. Desiludido com a falta de apoio externo e incapaz de derrotar os liberais, e com a cabeça a prémio, saiu da ilha em 1829, passando por São Miguel, onde se encontrou com o capitão-general absolutista, Sousa Prego. Seguiu para Lisboa, sendo recebido pelo rei D. Miguel a quem expôs a situação na Terceira. Foi mandado embarcar como ajudante-de-ordens do coronel José António de Azevedo, na esquadra que ia subjugar a Terceira. Assistiu ao desastre dessa expedição na baía da Praia, em 11 de agosto de 1829, não chegando a desembarcar.
Foi intransigente partidário do miguelismo pelo qual combateu. Em 1832, escreveu uma espécie de relatório: «Fatalidades do Povo da Ilha Terceira na sua política contenda contra os rebeldes», onde faz uma descrição das suas atividades e do que se passava na Ilha durante aquele tempo.
Casou por duas vezes, primeiro com D. Joaquina do Carmo Moura Portugal e depois com D. Maria Carolina de Oliveira.

## Obras
- Fatalidades do Povo da Ilha Terceira na sua Política Contenda contra os Rebeldes, por João Moniz Corte-Real natural da mesma Il. Lisboa, Imp. Régia, 1832 [2.ª ed., Arquivo dos Açores, Ponta Delgada, Universidade dos Açores, X: 150-177].
- Resposta ao Vice-Almirante Prego (pelo autor das Fatalidades do Povo da Ilha Terceira). Lisboa, Impr. Régia, 1833.